# Ryania pyrifera
Ryania pyrifera är en videväxtart som först beskrevs av L. C. Rich., och fick sitt nu gällande namn av Uitt. och Sleum.. Ryania pyrifera ingår i släktet Ryania och familjen videväxter. Inga underarter finns listade i Catalogue of Life.